# Sean Combs
Sean John Combs, noto anche con lo pseudonimo di Diddy e in precedenza come Puffy, Puff Daddy, P. Diddy e Love (New York, 4 novembre 1969), è un rapper e produttore discografico statunitense.

## Biografia
È nato nelle case popolari di Harlem, New York, e cresciuto a Mount Vernon, New York. La madre Janice era modella e assistente di insegnanti, mentre il padre, Melvin Combs, era socio dello spacciatore newyorkese Frank Lucas. A 33 anni, Melvin fu colpito a morte mentre era seduto nella sua auto in Central Park West, quando Sean era un bambino.
Combs si è diplomato presso la Mount Saint Michael Academy nel 1987. Ha giocato a football per l'università, e la sua squadra ha vinto un titolo di divisione nel 1986. Combs ha spiegato che gli fu dato il soprannome "Puff" perché da bambino sbuffava (huff and puff) quando era arrabbiato, e "Daddy" per il suo comportamento da playboy. Due anni dopo l'abbandono della Howard University, nel 1990, Combs entrò alla Uptown Records di New York. Come direttore della Uptown, ha contribuito a produrre Jodeci e Mary J. Blige.
Nel 1993, dopo essere stato licenziato dalla Uptown, Combs ha fondato la Bad Boy Records in joint venture con la Arista Records, prendendo l'allora esordiente Notorious B.I.G. con sé. Sia Notorious B.I.G. sia Craig Mack produssero rapidamente singoli di successo, seguiti da LP di successo come Ready to Die. Combs ha scritturato diversi altri artisti con la Bad Boy, tra cui Carl Thomas, Faith Evans, 112, Total, e Father MC. The Hitmen, il suo team di produzione in-house, ha lavorato con Jodeci, Mary J. Blige, Usher, Lil' Kim, TLC, Mariah Carey, Boyz II Men, SWV, Aretha Franklin, e altri.
La sua fama iniziò ad aumentare negli anni novanta durante la faida tra East Coast e West Coast, in cui i rapper della East Coast - tra i quali lo stesso Puffy, The Notorious B.I.G., Mobb Deep e Junior M.A.F.I.A. - si scontrarono in una violenta lite (o "beef", in termine statunitense), contro i rapper affiliati alla West Coast, tra i quali Tupac Shakur, Dr. Dre, Snoop Dogg e Suge Knight, membri della Death Row. La faida si concluse nel peggiore dei modi, con le morti dell'amico d'infanzia Yaki Kadafi (19 anni), di Tupac Shakur e di Notorious B.I.G. Questi ultimi due delitti restano tuttora irrisolti.
Il 23 giugno 2015 viene arrestato nel campus della UCLA a Los Angeles per aver aggredito con un bilanciere l'allenatore di football del figlio Justin. Il cantante viene subito rilasciato su cauzione. Forbes lo intitola nel 2017 quale personaggio pubblico più ricco con guadagno di 820 milioni di dollari.

## Progetti lavorativi
Il brano di Combs, Nelly e Murphy Lee Shake Ya Tailfeather, fu usato come soundtrack per il film Bad Boys II.
Combs ha partecipato al programma Making The Band 2, un reality show in cui i concorrenti si sfidavano per poter fare parte del gruppo. Durante lo show Diddy era solito imbarazzare i concorrenti con prove surreali: in una puntata chiese ai concorrenti di andare da Manhattan fino a Brooklyn per prendergli un biscotto. Il gruppo si sciolse dopo breve tempo, e alcuni concorrenti si accasarono con altre case discografiche. La collaborazione tra Combs e il reality show è proseguita per altre due stagioni.

## Vita privata
Combs è padre di sei figli. Il primogenito, Justin, è nato nel 1993 dalla sua fidanzata del liceo, la progettista Misa Hylton-Brim. Tra il 1994 e il 2007 Combs ha avuto un lungo e tormentato rapporto con Kimberly Porter. Ha adottato e cresciuto Quincy (classe 1991), il figlio avuto da Porter da una precedente relazione con il produttore Al B. Sure. Insieme hanno avuto il figlio Christian (nato nel 1998) e le figlie gemelle D'Lila Star e Jessie James (nate il 21 dicembre 2006). Sempre nel 2006 Sarah Chapman diede alla luce una figlia, Chance, riconosciuta da Combs nel 2007.

## Filantropia
Combs ha fondato la Daddy's House Social Programs, un'organizzazione per aiutare i giovani delle città, nel 1995. Insieme a Jay-Z, ha donato 1 milione di dollari in sostegno alle vittime dell'uragano Katrina nel 2005 e ha creato una sua linea di vestiti Sean John per le vittime.

## Controversie

### Accuse di aggressione
Il 15 aprile 1999 poco dopo che il video musicale di Hate Me Now di Nas, nel quale era presente Combs che veniva crocifisso, era andato in onda su MTV, Combs e altri due uomini avevano fatto irruzione nell'ufficio di Steve Stoute, al tempo manager di Nas, e lo avevano attaccato. Stoute ha fatto causa a Combs a giugno dello stesso anno e Combs si è dichiarato in seguito colpevole, ha risarcito Stoute con 500 000 dollari ed è stato condannato a trascorrere un giorno in una classe di gestione della rabbia.
Il 27 dicembre 1999 Combs, la sua allora fidanzata Jennifer Lopez e il rapper Shyne si trovavano al Club New York a Times Square quando nel locale è scoppiata una sparatoria la quale, secondo una testimonianza di uno dei presenti, è derivata da un litigio fra Combs e un altro cliente. Combs è stato in seguito arrestato e accusato di quattro capi d’accusa legati al possesso non autorizzato di armi da fuoco e uno per avere corrotto il suo autista, Wardel Fenderson, in modo che ammettesse falsamente di essere il proprietario della pistola. Combs è stato dichiarato non colpevole di tutti i capi d'accusa, mentre Shyne è stato dichiarato colpevole di cinque dei suoi otto capi e condannato a dieci anni di carcere. Combs e Lopez si sono lasciati poco dopo e Wardel Fenderson ha intentato una causa contro Combs sostenendo di aver subito danni emotivi dopo la sparatoria, risolta nel febbraio 2004, quando gli avvocati di entrambe le parti, dopo aver accettato di mantenere segreti i termini dell'accordo, hanno affermato che la questione era stata "risolta con soddisfazione di tutte le parti".
Nell'agosto 2007 Gerard Rechnitzer ha fatto causa a Combs per percosse, sostenendo che Combs lo avesse colpito fuori da un nightclub a Hollywood dopo che Rechnitzer lo aveva avvicinato mentre stava parlando con la sua ragazza. Combs ha risolto la causa per termini non divulgati nel marzo 2008.
Nel marzo 2008 il Los Angeles Times ha affermato che The Notorious B.I.G. e Combs fossero stati i mandanti della rapina e sparatoria ai danni di Tupac Shakur, avvenuta ai Quad Studios a New York nel 1994, in seguito alla quale Shakur era stato colpito gravemente e portato in ospedale. Il giornale ha sostenuto l'affermazione con presunti documenti dell'FBI riguardo al caso, ma in seguito ha ritrattato la storia, ammettendo che i documenti erano falsi. Nel 2012 Dexter Isaac, un associato del discografico Jimmy Henchman, ha confessato di avere sparato a Shakur nel 1994 proprio su ordine di Henchman.
Nel giugno 2015 Combs è stato arrestato per aggressione aggravata dopo un litigio con l'allenatore di football americano di suo figlio alla Università della California - Los Angeles. Il 2 luglio seguente le accuse di aggressione sono state ritirate a causa mancanza di prove.
Il 4 marzo 2024 il produttore discografico Rodney "Lil Rod" Jones, che stava già citando in giudizio Combs per violenza sessuale, ha intentato una causa contro Combs e suo figlio Justin, sostenendo che avessero preso parte a un "massiccio insabbiamento" della sparatoria di un uomo di trent'anni in un "campus per produttori" che si era tenuto presso il Combs's Chalice Recording Studio di Los Angeles nel settembre 2022.

### Accuse di violenza sessuale
Nel maggio 2017, Cindy Ruela, che in precedenza aveva servito come chef personale di Combs, ha intentato una causa contro Combs alla L.A. County Superior Court, sostenendo, tra le altre cose, di avere subito da parte di Combs molestie sessuali e ingiurie. La causa è stata chiusa con un patteggiamento e un conseguente pagamento non divulgato nel febbraio 2019.
Il 16 novembre 2023 Cassie Ventura, con la quale Combs aveva una lunga relazione, ha aperto una causa contro di lui accusandolo di stupro, sfruttamento sessuale e abusi fisici di vari tipi. La causa suggeriva anche che Combs fosse responsabile dell'esplosione dell'auto di Kid Cudi, allora fidanzato di Ventura. Combs e Ventura hanno raggiunto un accordo non divulgato il giorno seguente e la causa è stata archiviata. Il 23 novembre 2023, due ulteriori cause sono state intentate contro Combs da altri due denuncianti, che lo hanno accusato di violenza sessuale e revenge porn. Una delle cause affermava che nel 1990 o 1991, Combs e Aaron Hall avevano abusato sessualmente di una donna, con Combs che aveva registrato l'accaduto.
Il 6 dicembre 2023 una causa è stata intentata nel tribunale distrettuale di Manhattan da una donna che sosteneva che Combs l'avesse stuprata nel 2003 quando aveva 17 anni. Lo stesso giorno Combs ha risposto alle accuse attraverso i suoi profili social, negando tutto. Il 1º marzo 2024, è stato ordinato alla querelante di rivelare la sua identità, fino ad allora tenuta nascosta.
Nel febbraio 2024, una quinta causa è stata intentata contro Combs da parte del produttore Rodney "Lil Rod" Jones, che ha affermato che Combs lo avesse drogato e aggredito sessualmente, costringendolo anche a fare sesso con delle prostitute. L'avvocato di Combs ha descritto le accuse come "pura finzione". Anche suo figlio Justin, il suo capo di gabinetto Kristina Khorram, il CEO dell'Universal Music Group Lucian Grainge e la ex CEO della Motown Ethiopia Habtemariam sono stati imputati nella causa intentata da Jones.
Il Miami Herald ha riferito che degli agenti federali avevano interrogato Combs all'aeroporto di Opa-locka il 25 marzo seguente, confiscandogli una serie di dispositivi elettronici e autorizzandolo a partire per una vacanza pianificata ad Antigua e Barbuda.
Il 27 marzo 2024 USA Today ha reso pubblici dei documenti che affermavano che Lil Rod avesse accusato Combs di avere pagato delle prostitute, che anche l'attore Cuba Gooding Jr. fosse stato citato in giudizio come co-imputato e che il nome del principe Harry e di altri personaggi famosi fosse stato fatto nella causa per l'associazione con Combs in quanto ospiti alle sue feste, ma senza essere accusati di alcun illecito.
Il 4 aprile 2024 Combs e suo figlio Christian sono stati imputati in una causa in cui un'ex dipendente di Combs, Grace O'Marcaigh, ha affermato che Christian l'avesse aggredita sessualmente nel dicembre 2022 mentre era impiegata come steward su uno yacht noleggiato da Combs. O'Marcaigh ha accusato Christian di violenza sessuale, molestie sessuali e inflizione di disagio emotivo. Sean Combs è stato incluso nella causa; infatti, secondo quanto affermato da O'Marcaigh, ha aiutato e favorito il figlio nell'aggressione e in seguito pagato per insabbiare l'avvenuto.
Il 16 settembre 2024 è stato arrestato, mentre si trovava a Manhattan, da alcuni agenti federali dopo l'accusa ufficiale mossa da un grand jury per vari reati, tra i quali tratta di esseri umani a scopi sessuali, rapimento e corruzione. Il giorno successivo gli è stata negata la libertà su cauzione.
Nel luglio 2025, Sean Combs è stato condannato per trasporto a scopo di prostituzione. Tuttavia, la giuria ha emesso un verdetto di non colpevolezza per le accuse di tratta di esseri umani e associazione a delinquere finalizzata all'estorsione.

### Altri capi di accusa
Nel 1997 Combs è stato citato in giudizio per negligenza del proprietario dal suo inquilino Inge Bongo; Combs ha negato le accuse.
Nel 2001 Combs è stato arrestato in Florida per avere guidato con una patente scaduta.
Nel 2003 l'Institute for Global Labour and Human Rights ha rivelato che le fabbriche in Honduras che producono capi per la Sean John stavano violando le leggi del lavoro onduregne. Tra le accuse c'erano quelle di perquisizioni corporali e test di gravidanza obbligatori e non approvati dai lavoratori; inoltre che i bagni fossero chiusi a chiave e strettamente controllati, che i dipendenti fossero stati costretti a fare straordinari e che i salari fossero quasi da schiavitù. Il 14 febbraio 2004, Charles Kernaghan dell'Institute for Global Labour and Human Rights ha annunciato che erano stati implementati miglioramenti in fabbrica, tra cui l'aggiunta di sistemi di aria condizionata e di depurazione dell'acqua, licenziando i supervisori più violenti e permettendo la formazione di un sindacato.
Sempre nel 2003 Kirk Burrowes ha fatto causa a Combs, sostenendo che questo lo aveva costretto a rinunciare alle sue azioni della Bad Boy Records attraverso minacce di violenza. Nel 2006, il caso è stato scartato perché la prescrizione era intervenuta.
Nel giugno 2023 Combs ha intentato una causa per discriminazione razziale contro la Diageo, sostenendo che la società di alcolici avesse deliberatamente "gambizzato" la commercializzazione e la vendita delle sue etichette di alcolici Cîroc e DeLéon. Nel gennaio 2024, Combs ha ritirato volontariamente la causa e ha interrotto il rapporto di affari.
Il 25 marzo 2024 Brendan Paul, ex giocatore di basket alla Syracuse University e socio di Combs, è stato arrestato all'aeroporto di Opa-locka nella contea di Miami-Dade in Florida, con due accuse di possesso di cocaina e di sostanze controllate; è stato rilasciato il giorno successivo dopo avere pagato la cauzione di 2 500 dollari. Lil Rod ha accusato Paul di essere il "corriere della droga" di Combs nei documenti ufficiali del tribunale.

## Discografia

### Album in studio
- 1997 – No Way Out (come Puff Daddy & the Family)
- 1999 – Forever (come Puff Daddy)
- 2001 – The Saga Continues... (come P. Diddy & The Bad Boy Family)
- 2006 – Press Play (come Diddy)
- 2010 – Last Train to Paris (come Diddy-Dirty Money)
- 2023 – The Love Album: Off the Grid (come Diddy)
- 2025 – NEVER STOP (come King Combs, con Kanye West)

### Mixtape
- 2015 – MMM (Money Making Mitch) (come Puff Daddy & The Family))

### Raccolte
- 2002 – We Invented the Remix

### Singoli

#### Come Puff Daddy
- 1996 - Only You 112, The Notorius B.I.G. e Ma$e
- 1996 - No Time (Lil' Kim featuring Puff Daddy) #18 US, #45 UK
- 1997 - Can't Nobody Hold Me Down (featuring Mase) #1 US, #19 UK
- 1997 - I'll Be Missing You (featuring Faith Evans & 112) #1 US, #1 UK, #1 D
- 1997 - Someone (SWV featuring Puff Daddy) #19 US, #34 UK
- 1997 - Mo Money, Mo Problems (Notorious B.I.G. featuring Puff Daddy & Mase) #1 US
- 1997 - It's All about the Benjamins (con The Family) #2 US, #18 UK
- 1998 - Been Around The World (con The Family) #4 US, #20 UK
- 1998 - Victory (featuring Notorious B.I.G. & Busta Rhymes) #19 US
- 1998 - Come with Me (featuring Jimmy Page ed estratti da Kashmir) #4 US, #2 UK
- 1998 - Lookin' at Me (Mase featuring Puff Daddy) #8 US
- 1999 - All Night Long (Faith Evans featuring Puff Daddy) #9 US, #23 UK
- 1999 - Hate Me Now (Nas featuring Puff Daddy) #62 US, #14 UK
- 1999 - PE 2000 (featuring Hurricane G) #13 UK
- 1999 - Satisfy You (featuring R. Kelly) #2 US, #8 UK
- 1999 - Notorious B.I.G. (Puff Daddy & Lil' Kim) #82 US, #16 UK
- 2000 - Best Friend (featuring Mario Winans, Hezekiah Walker, & Love Fe) #59 US, #24 UK

#### Come P. Diddy
- 2001 - Let's Get It (Three The Hard Way: P. Diddy, G. Dep, & Black Rob) #80 US
- 2001 - Bad Boy For Life (mit Black Rob & Mark Curry) #33 US, #13 UK
- 2001 - Diddy (featuring The Neptunes) #66 US, #19 UK
- 2001 - Son Of A Gun (Janet Jackson featuring Missy Elliott, P. Diddy, & Carly Simon) #28 US
- 2002 - Pass The Courvoisier Part II (Busta Rhymes featuring P. Diddy & Pharrell) #11 US, #16 UK
- 2002 - I Need A Girl (Part 1) (featuring Usher & Loon) #2 US, #4 UK
- 2002 - I Need A Girl (Part 2) (mit Ginuwine featuring Loon, Mario Winans, & Tammy Ruggieri) #4 US
- 2002 - I Do (Wanna Get Close To You) (3LW featuring P. Diddy & Loon) #58 US
- 2002 - Trade It All (Fabolous featuring P. Diddy & Jagged Edge) #20 US
- 2002 - Do That... (Baby featuring P. Diddy) #33 US
- 2002 - Bump, Bump, Bump (mit B2K) #1 US, #11 UK
- 2003 - Let's Get Ill (featuring Kelis) #25 UK
- 2003 - Shake Ya Tailfeather (mit Nelly & Murphy Lee) #1 US, #10 UK
- 2004 - Show Me Your Soul (mit Lenny Kravitz, Loon and Pharrell Williams) #35 UK
- 2004 - I Don't Wanna Know (Mario Winans featuring Enya and P. Diddy) #2 US, #1 UK
- 2004 - Breathe, Stretch, Shake (Mase featuring P. Diddy) #28 US

#### Come Diddy
- 2005 - Nasty Girl (Notorious B.I.G. featuring Diddy, Nelly, Jagged Edge & Avery Storm) #46 US, #1 UK
- 2005 - Let'z Make It (Welcome Back)
- 2006 - Come to Me (feat. Nicole Scherzinger of PCD)
- 2006 - Tell Me (feat. Christina Aguilera)
- 2007 - Last Night (feat. Keyshia Cole)
- 2007 - Through the Pain (She Told Me) (feat. Mario Winans)
- 2007 - Niddy Rock remix (feat. LeToya Luckett)
- 2008 - Take You There (featuring Donnie Klang)

#### Come Diddy-Dirty Money
- 2009 - Angels (con The Notorious B.I.G.)
- 2009 - Love Come Down
- 2010 - Hello Good Morning (feat. T.I. & Rick Ross)
- 2010 - Loving You No More (feat. Drake)
- 2010 - Coming Home (feat. Skylar Grey)
- 2010 - Another One
- 2010 - I'm on You (feat. Dirty Money)

## Filmografia

### Attore
- Made - Due imbroglioni a New York (Made, 2001)
- Monster's Ball - L'ombra della vita (Monster's Ball, 2001)
- Death of a Dynasty (2003)
- Carlito's Way - Scalata al potere (Carlito's Way: Rise to Power, 2005)
- Epic Movie (2007)
- A Raisin in the Sun - Un grappolo di sole (A Raisin in the Sun, 2008)
- CSI: Miami - Stagione 7 (2009)
- Joaquin Phoenix - Io sono qui! (I'm Still Here), regia di Casey Affleck (2010)
- In viaggio con una rock star (2010)
- Hawaii Five-O (Ho'opa'i - Conchiglie 1x21)  (2011)
- Muppets 2 - Ricercati (Muppets Most Wanted), regia di James Bobin (2014)
- Draft Day, regia di Ivan Reitman (2014)

### Produttore
- Dope - Follia e riscatto (Dope), regia di Rick Famuyiwa (2015)
- Due estranei (Two Distant Strangers), regia di Travon Free e Martin Desmond Roe (2020) - cortometraggio

## Riconoscimenti

### NAACP Image Awards
| Anno | Nomina              | Premio                                                                   | Risultato       |
| ---- | ------------------- | ------------------------------------------------------------------------ | --------------- |
| 2009 | A Raisin in the Sun | Outstanding Actor in a Television Movie, Mini-Series or Dramatic Special | Vincitore/trice |
| 2011 | Diddy – Dirty Money | Outstanding Duo or Group                                                 | Candidato/a     |

### BET Awards
| Anno | Nomina                                                                 | Premio                          | Risultato       |
| ---- | ---------------------------------------------------------------------- | ------------------------------- | --------------- |
| 2002 | "Bad Boy for Life"(featuring Black Rob & Mark Curry)                   | Video of the Year               | Candidato/a     |
| 2002 | "Pass the Courvoisier, Part II"(with Busta Rhymes & Pharrell Williams) | Video of the Year               | Vincitore/trice |
| 2003 | "Bump, Bump, Bump" (with B2K)                                          | Coca-Cola Viewer's Choice Award | Vincitore/trice |
| 2007 | Diddy                                                                  | Best Male Hip-Hop Artist        | Candidato/a     |
| 2010 | Diddy – Dirty Money                                                    | Best Group                      | Candidato/a     |
| 2011 | Diddy – Dirty Money                                                    | Best Group                      | Vincitore/trice |
| 2012 | Diddy – Dirty Money                                                    | Best Group                      | Candidato/a     |
| 2016 | Puff Daddy and the Family                                              | Best Group                      | Candidato/a     |

### BET Hip Hop Awards
| Anno | Nomina                            | Premio                        | Risultato       |
| ---- | --------------------------------- | ----------------------------- | --------------- |
| 2008 | "Roc Boys (And the Winner Is)..." | Track of the Year             | Candidato/a     |
| 2008 | Sean Combs                        | Hustler of the Year           | Vincitore/trice |
| 2009 | Sean Combs                        | Hustler of the Year           | Candidato/a     |
| 2010 | "All I Do Is Win (Remix)"         | Reese's Perfect Combo Award   | Candidato/a     |
| 2010 | "Hello Good Morning (Remix)"      | Reese's Perfect Combo Award   | Candidato/a     |
| 2010 | "Hello Good Morning (Remix)"      | Best Club Banger              | Candidato/a     |
| 2010 | Sean Combs                        | Hustler of the Year           | Vincitore/trice |
| 2011 | Sean Combs                        | Hustler of the Year           | Candidato/a     |
| 2012 | "Same Damn Time (Remix)"          | Sweet 16: Best Featured Verse | Candidato/a     |
| 2013 | "Same Damn Time (Remix)"          | Sweet 16: Best Featured Verse | Candidato/a     |
| 2013 | Sean Combs                        | Hustler of the Year           | Candidato/a     |
| 2017 | Sean Combs                        | Hustler of the Year           | Candidato/a     |

### MTV Europe Music Awards
| Anno | Nomina                | Premio                       | Risultato   |
| ---- | --------------------- | ---------------------------- | ----------- |
| 1997 | "I'll Be Missing You" | MTV Select                   | Candidato/a |
| 1997 | "I'll Be Missing You" | Best Song                    | Candidato/a |
| 1997 | Sean Combs            | Best New Act                 | Candidato/a |
| 1997 | Sean Combs            | Best Hip-Hop                 | Candidato/a |
| 1998 | Sean Combs            | Best Male                    | Candidato/a |
| 1998 | Sean Combs            | Best Hip-Hop                 | Candidato/a |
| 1999 | Sean Combs            | Best Hip-Hop                 | Candidato/a |
| 2001 | Sean Combs            | Best Hip-Hop                 | Candidato/a |
| 2002 | Sean Combs            | Best Hip-Hop                 | Candidato/a |
| 2006 | Sean Combs            | Best Hip-Hop                 | Candidato/a |
| 2011 | Diddy – Dirty Money   | Best World Stage Performance | Candidato/a |

### MTV Video Music Awards
| Anno | Nomina                                      | Premio                 | Risultato       |
| ---- | ------------------------------------------- | ---------------------- | --------------- |
| 1997 | "I'll Be Missing You"                       | Best R&B Video         | Vincitore/trice |
| 1997 | "I'll Be Missing You"                       | Viewer's Choice        | Candidato/a     |
| 1998 | "It's All About the Benjamins" (Rock Remix) | Video of the Year      | Candidato/a     |
| 1998 | "It's All About the Benjamins" (Rock Remix) | Viewer's Choice        | Vincitore/trice |
| 1998 | "Come with Me" (from Godzilla)              | Best Video from a Film | Candidato/a     |
| 2002 | "Bad Boy for Life"                          | Best Rap Video         | Candidato/a     |

### Grammy Awards
| Anno | Nomina                                                      | Premio                                 | Risultato       |               |
| ---- | ----------------------------------------------------------- | -------------------------------------- | --------------- | ------------- |
| 1998 | Puff Daddy                                                  | Best New Artist                        | Candidato/a     | [ 45 ] [ 46 ] |
| 1998 | No Way Out                                                  | Best Rap Album                         | Vincitore/trice | [ 45 ] [ 46 ] |
| 1998 | Life After Death (as producer)                              | Best Rap Album                         | Candidato/a     | [ 45 ] [ 46 ] |
| 1998 | Honey (as songwriter)                                       | Best Rhythm & Blues Song               | Candidato/a     | [ 45 ] [ 46 ] |
| 1998 | I'll Be Missing You (featuring Faith Evans & 112)           | Best Rap Performance by a Duo or Group | Vincitore/trice | [ 45 ] [ 46 ] |
| 1998 | Mo Money Mo Problems (con The Notorious B.I.G. & Ma$e)      | Best Rap Performance by a Duo or Group | Candidato/a     | [ 45 ] [ 46 ] |
| 1998 | Can't Nobody Hold Me Down (featuring Mase)                  | Best Rap Performance by a Duo or Group | Candidato/a     | [ 45 ] [ 46 ] |
| 2000 | Satisfy You (featuring R. Kelly)                            | Best Rap Performance by a Duo or Group | Candidato/a     | [ 47 ]        |
| 2002 | Bad Boy for Life (con Black Rob & Mark Curry)               | Best Rap Performance by a Duo or Group | Candidato/a     | [ 48 ]        |
| 2003 | Pass the Courvoisier, Part II (con Busta Rhymes & Pharrell) | Best Rap Performance by a Duo or Group | Candidato/a     | [ 49 ]        |
| 2004 | Shake Ya Tailfeather (con Nelly & Murphy Lee)               | Best Rap Performance by a Duo or Group | Vincitore/trice | [ 50 ]        |
| 2016 | All Day (as songwriter)                                     | Best Rap Song                          | Candidato/a     | [ 51 ]        |